# Natan (figlio di Davide)
Natan (in ebraico נתן, Natam, o Nathan; fl. X secolo a.C.) è un personaggio biblico, ultimo dei tre figli nati a Gerusalemme dal re d'Israele Davide e da Betsabea; omonimo del profeta Natan, era fratello minore di Salomone.
Nathan significa «Dio ha dato», quindi «dono».
Nathan è menzionato come figlio di David in II Samuele 5,14, e I Cronache 3,5 e 14,4. Si fa cenno alla sua stirpe in Zaccaria 12,12.
È implicito che sia sopravvissuto alle guerre fratricide dei figli di Davide avendo preso le parti del fratello Salomone.
Nel Nuovo Testamento, la genealogia di Gesù secondo il Vangelo di Luca risale a Davide attraverso la discendenza di Nathan, mentre secondo il Vangelo di Matteo la suddetta linea di sangue passa attraverso Salomone.
L'esoterista austriaco Rudolf Steiner ha spiegato questa diversa genealogia presente nei due vangeli con l'effettiva esistenza di due bambini Gesù, uno dei quali, quello salomonico, omaggiato dai Re Magi come rappresentante della linea regale di Davide, superati i dodici anni sarebbe morto facendo confluire il suo spirito nel Gesù nathanico, infondendovi la propria sapienza.